# ریوگالگوس
ریوگالگوس مرکز استان سانتا کروز در کشور آرژانتین است.این شهر در جنوب شرقی این استان واقع است و به خطوط راه آهن آرژانتین متصل است.همچنین این شهر یکی از بزرگترین و پرجمعیتترین شهرهای کشور آرژانتین است.

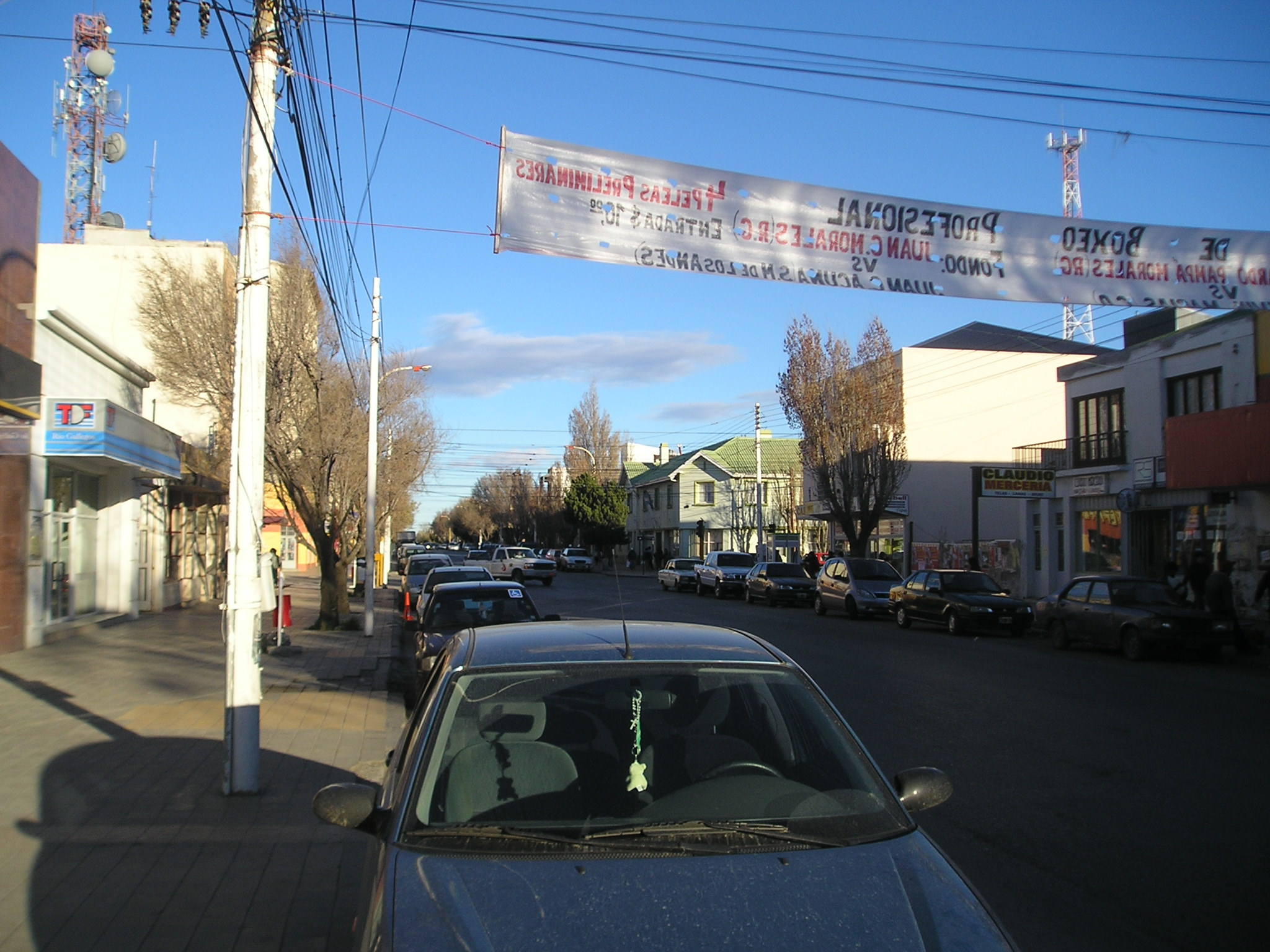